# Волла
Волла (італ. Volla) — муніципалітет в Італії, у регіоні Кампанія,  метрополійне місто Неаполь.
Волла розташована на відстані близько 195 км на південний схід від Рима, 9 км на північний схід від Неаполя.
Населення — 23 596 осіб (2014).
Щорічний фестиваль відбувається 29 вересня. Покровитель — святий Архангел Михаїл.

## Демографія
Населення за роками:

Станом на 1 січня 2023 року в муніципалітеті офіційно проживав 321 іноземець з 39 країн, серед них 57 громадян країн Євросоюзу та 83 громадяни України.

## Сусідні муніципалітети
- Казальнуово-ді-Наполі
- Казорія
- Черкола
- Неаполь
- Поллена-Троккія